# Diodor Kołpinski
Diodor Walerjanowicz Kołpinski, ros. Диодор Валерьянович Колпинский (ur. 10 listopada 1892 w Pskowie, zm. 8 lipca 1932 w Tiencinie) – rosyjski duchowny katolicki, emigracyjny wykładowca akademicki, działacz społeczny, publicysta.
W 1911 r. ukończył 1 korpus kadetów w Sankt Petersburgu, po czym wraz z częścią rodziny przeszedł na katolicyzm. Następnie ukończył Papieski Uniwersytet Georgiański w Rzymie, otrzymując stopień doktora filozofii. Po powrocie do Sankt Petersburga został w 1915 r. wyświęcony na duchownego katolickiego. Posługę duchową pełnił w miejscowym kościele Św. Stanisława jako wikary. Jednocześnie studiował na wydziale historyczno-filozoficznym petersburskiego uniwersytetu. W 1917 r. zmienił obrządek na greckokatolicki. Służył w kościele Zesłania Ducha Świętego. Jednocześnie objął funkcję sekretarza rosyjskiego egzarchatu katolickiego. Był też członkiem Stowarzyszenia Zwolenników Pojednania Kościołów. W maju tego roku uczestniczył w 1 Soborze Rosyjskiego Egzarchatu Katolickiego w Piotrogrodzie w charakterze sekretarza. W okresie wojny domowej w Rosji wyjechał do Polski. Przez pewien czas wyznawał prawosławie. Na początku lat 20. został proboszczem parafii we wsi Eckertsdorf w Prusach Wschodnich, a następnie jednej z parafii prawosławnych w Wiedniu. W połowie lat 20. posługiwał w cerkwi w dzielnicy Tegel w Berlinie, po czym powrócił do obrządku katolickiego. Po powrocie do Polski od 1927 r. wykładał na Katolickim Uniwersytecie Lubelskim i w Instytucie Misyjnym w Lublinie. W cerkwi istniejącej przy Instytucie wykonał ikonostas i dwie ikony według własnego projektu. Z kolei dla miejscowego kościoła katolickiego stworzył ołtarz w rzymskim stylu. Współtworzył rosyjskie czasopismo katolickie „Kitież”. Pisał liczne artykuły do prasy emigracyjnej. Od 1929 r. pełnił funkcję proboszcza rosyjskiego kościoła katolickiego w Harbinie. Współtworzył miejscowe liceum Św. Mikołaja, obejmując funkcję dyrektora. Ostatni okres życia spędził w Szanghaju. Kontynuował działalność publicystyczną.